# Canalumtic
Canalumtic är en ort i Mexiko.   Den ligger i kommunen Chalchihuitán och delstaten Chiapas, i den sydöstra delen av landet, 700 km öster om huvudstaden Mexico City. Canalumtic ligger 1 482 meter över havet och antalet invånare är 343.
Terrängen runt Canalumtic är huvudsakligen kuperad, men västerut är den bergig. Runt Canalumtic är det ganska tätbefolkat, med 134 invånare per kvadratkilometer. Närmaste större samhälle är Pantelhó, 10,4 km öster om Canalumtic. Omgivningarna runt Canalumtic är en mosaik av jordbruksmark och naturlig växtlighet.